# Discoglossus nigriventer
Discoglossus nigriventer је водоземац из реда жаба (Anura).

## Угроженост
Ова врста је изумрла, што значи да нису познати живи примерци.

## Распрострањење
Врста је пре изумирања била присутна у Израелу.

## Станиште
Ранија станишта врсте су укључивала мочварна и плавна подручја и слатководна подручја.